# Barluder
Barluder er en dokumentarfilm fra 1983 instrueret af Lizzie Corfixen efter eget manuskript.

## Handling
En skildring af en barluders hverdag og arbejde, hendes indstilling til arbejdet og til kunderne. Hendes mening om sit køn, hendes drømmebilleder. Og sidst, men ikke mindst: Pengene.